# Clarke Dermody
Pas d'image ? Cliquez ici

a Compétitions nationales et continentales officielles uniquement.

b Matchs officiels uniquement.
Dernière mise à jour le 27 juillet 2018.
Clarke Dermody, né le 22 avril 1980 à Invercargill (Nouvelle-Zélande), est un joueur de rugby à XV international néo-zélandais évoluant au poste pilier de 1,83 m et 116 kg.

## Biographie
En 2006, il est appelé pour jouer avec les Blacks. Il joue également pour Southland en province et les Highlanders en super 12 ou Super 14. Il signe 2 ans (+ 1 en option) pour le club anglais des London Irish où il évolue à partir de la saison 2007-2008. Il prend sa retraite sportive en 2012 après une importante blessure au dos.
Il devient entraîneur spécialiste de la mêlée de son ancienne équipe des Highlanders en 2014. Parallèlement, il supervise également la mêlée de la province de Southland de 2014 à 2017, puis celle de Tasman à partir de 2018,.

## Statistiques en équipe nationale
- Nombre de tests avec les Blacks : 3
- Autres matchs avec les Blacks : 0
- Nombre total de matchs avec les Blacks : 3
- Première cape : 10 juin 2006
- Matchs avec les Blacks par année : 6 en 2006. (6 ou 3 ?)